# Henochiańska wizja Syna Człowieczego
Henochiańska wizja Syna Człowieczego – objawienie, jakiego miał doznać Henoch według apokryficznej Księgi Henocha, opisujące Syna Człowieczego.

## Kontekst objawienia
Wizja Syna Człowieczego z Księgi Henocha jest częścią trzech przypowieści jakie Henoch miał otrzymać od Boga, a następnie przekazać mieszkańcom ziemi jako przestrogę. We wstępie do przypowieści jest podkreślone, iż żadnemu człowiekowi nie została przekazana taka mądrość jaką miał doznać Henoch. Później następują objawienia obserwowane przez niego. Według Księgi Henoch miał usłyszeć między innymi głosy czterech archaniołów – Michała, Rafała, Gabriela i Fanuela, a także zobaczyć na własne oczy Niebo i jak ono dokładnie wygląda. W przypowieściach zostają również zaprezentowane losy grzeszników oraz tak zwanych "Sprawiedliwych". Jedną z głównych postaci oprócz samego Boga określanego jako Pan Duchów jest właśnie Syn Człowieczy.

## Treść objawienia
I tam ujrzałem kogoś, kto miał "Głowę Dni" i jego głowa [była] biała jak wełna i z nim [był] inny, którego twarz miała wygląd człowieka, i jego twarz [była] pełna łaski, jak jednego ze świętych aniołów. Zapytałem jednego ze świętych aniołów, którzy przyszli ze mną, i pokazał mi wszystkie tajemnice o tym Synu Człowieczym, kto on jest, skąd on jest i dlaczego chodzi z "Głową Dni"? Odpowiadając mi rzekł do mnie: "To jest Syn Człowieczy, do którego należy sprawiedliwość i z którym mieszka sprawiedliwość. On to objawi cały skarbiec tajemnic. Jego to wybrał Pan Duchów; ma on zwyciężać przed Panem Duchów, w sprawiedliwości na wieki. I ten Syn Człowieczy, którego widziałeś, wypłoszy królów i możnych z ich miejsc odpocznienia i mocarzy z ich tronów i rozwiąże nerki mocarzy i połamie zęby grzeszników. I wypędzi królów z ich tronów i z ich królestw, bo go nie wywyższyli i nie oddali mu czci, i pokornie nie uznali, skąd zostało im dane królestwo. Wypędzi oblicza mocarzy i napełni ich wstyd, i ciemność będzie ich mieszkaniem, i robaki będą ich miejscem odpocznienia. Nie będą mieć nadziei powstania z ich miejsc odpocznienia, bo nie sławili imienia Pana Duchów.

{{Cytat}} Przestarzałe pola: 1.

## Odniesienia
Opis Syna Człowieczego z Księgi Henocha jest bardzo zbliżony do zaprezentowanego w nowotestamentowej Apokalipsie świętego Jana Apostoła z końca pierwszego wieku naszej ery. Zwłaszcza określenie włosów, które były białe jak wełna zostało niemal dosłownie użyte w rozdziale pierwszym Apokalipsy, która mogła czerpać ze starotestamentowych opisów. Na Księgę Henocha mogła oddziaływać Księga Daniela, gdzie również zostało zapowiedziane przyjście w chwale Syna Człowieczego. Różnica polega na tym, że o ile u Daniela on króluje, o tyle u Henocha pełni funkcję bardziej sądowniczą.